# Charleys Tante (1925)
Charleys Tante (Originaltitel: Charley’s Aunt) ist eine US-amerikanische Stummfilmkomödie aus dem Jahr 1925 von Scott Sidney mit Sydney Chaplin in der Hauptrolle. Das Drehbuch basiert auf dem Bühnenstück Charleys Tante von Brandon Thomas. Den Verleih übernahm die Producers Distributing Corporation.

## Handlung
Während seines Urlaubs verliebt sich Sir Fancourt Babberley, der bei seinen Freunden Babbs genannt wird, in Ela Delahay und plant, ihrem Vater zu helfen, der beim Roulette schwer verloren hat. Er macht sich mit Elas Anstandsdame Donna Lucia auf den Weg nach England. In der Zwischenzeit laden Babbs Freunde Jack Chesney und Charley Wykeham ihre Freundinnen Amy Spettigue und Kitty Vernon zu einem Mittagessen ein, als sie hören, dass Donna, Charleys reiche Tante aus Brasilien, ihn besuchen wird. 
Donna kommt jedoch nicht, Jack und Charley überreden Babbs, etwas Bühnenschminke zu verwenden, die von einem College-Theaterstück übrig geblieben ist, um sich als Charleys Tante auszugeben. Die Situation wird kompliziert, als Mr. Spettigue, der Vormund der jungen Frauen, der ihre Liebesaffären ablehnt, und Jacks Vater Sir Francis Chesney auftauchen. Beide interessieren sich für Charleys Tante wegen ihres angeblich großen Reichtums. Mitten in der aufregenden Situation erscheint Donna Lucia, verbirgt jedoch ihre Identität. Schließlich erhält Babbs die Zustimmung zur Heirat der jungen Frauen, indem er verspricht, Spettigue zu heiraten. Danach enthüllt er, dass er sich als Charleys Tante verkleidet hat. Am Ende wird alles geklärt und Babbs gewinnt Ela, während Donna Sir Francis heiratet, der ihr alter Liebhaber war.

## Hintergrund
Al Christie produzierte und inszenierte 1930 eine Neuverfilmung des Bühnenstücks unter dem gleichen Titel mit Charles Ruggles in der Hauptrolle.

## Veröffentlichung
Die Premiere des Films fand am 2. Februar 1925 statt. Im Deutschen Reich kam er im September 1926 in die Kinos.

## Kritiken
Der Filmkritiken-Aggregator Rotten Tomatoes hat in einer Auswertung ein Publikumsergebnis von 47 Prozent positiver Bewertungen ermittelt.
Mordaunt Hall von der The New York Times befand, der Film sei geschickt aufgefrischt, ohne den ursprünglichen, gesunden Reiz des Bühnenstücks zu beeinträchtigen. Es sei ein großartiges Werk, dessen moderne Akzente wie Öl für die knarrenden Fugen des alten Stücks wirken. Die Produzenten verdienen großes Lob dafür, dass sie diese Farce ohne eine einzige grobe Note verfilmt haben.

## Auszeichnungen
Der Film wurde 1925 als bester Film des Monats April mit dem Photoplay Award ausgezeichnet. Sydney Chaplin wurde als bester Darsteller geehrt.